# Хайнрих XI фон Хенеберг-Шлойзинген
Хайнрих XI (X, XIII) фон Хенеберг-Шлойзинген (на немски: Heinrich XI (X, XIII) von Henneberg-Schleusingen; * ок.1350/19 юни 1352; † 3 август или 26 декември 1405 в Хенеберг, Тюрингия) от род Хенеберги е граф на Хенеберг-Шлойзинген.

## Произход
Той е син на граф Йохан I фон Хенеберг-Шлойзинген († 1359) и съпругата му Елизабет фон Лойхтенберг († 1361), дъщеря на ландграф Улрих I фон Лойхтенберг († 1334) и втората му съпруга Анна фон Цолерн-Нюрнберг († 1340). Брат му Бертхолд XII (XV) (* 1356; † 11 февруари 1416) е домхер в Бамберг.

## Фамилия
Хайнрих XI фон Хенеберг-Шлойзинген се жени пр. 4 юли 1376 г. за маркграфиня Матилда фон Баден (* пр. 22 юни 1368; † сл. 3 август 1425 в Шлойзинген), дъщеря на маркграф Рудолф VI фон Баден († 1372) и съпругата му Матилда фон Спонхайм († 1410). Те имат децата:
- Елизабет (* пр. 1380; † 14 ноември 1444), омъжена пр. 4 май 1393 г. за граф Фридрих I фон Хенеберг-Ашах (1367 – 1422)
- Анна († сл. 1409/1415), омъжена на 19 януари или 19 юни 1385 г. за Йохан I (II) фон Хайдек, кмет на Регенсбург († 1425)
- Вилхелм I (* 31 юли 1384; † 7 юни 1424 в Кипър), граф на Хенеберг-Шлойзинген, женен пр. 30 май 1413 г. за принцеса Анна фон Брауншвайг-Гьотинген (* 1387; † 27 октомври 1426)
- Мехтхилд († 1435/1444), омъжена на 16 ноември 1407 г. за граф Гюнтер XXXII фон Шварцбург-Вахсенбург († 1450)
- Евхариус († сл. 1 февруари 1390)
- Маргарета (* 1385; † 23 октомври 1427), омъжена I. на 23 януари 1399 г. за граф Гюнтер XXVII фон Шварцбург-Бланкенбург († 1418), II. на 23 февруари/ пр. 20 декември 1421 г. за граф Ернст VIII фон Глайхен († 1426), родители на Зигмунд I фон Глайхен-Тона